# Laura Orsini
Laura Orsini (Roma, 30 novembre 1492 – Roma, 1530) è stata una nobildonna italiana, unica figlia di Giulia "la bella" Farnese e Signora di Carbognano. Il marito di Giulia era Orsino Orsini, ma Laura era probabilmente figlia illegittima di papa Alessandro VI (Rodrigo Borgia).

## Biografia
Laura Orsini nacque a Roma il 30 novembre 1492 come unica figlia di Giulia Farnese, sorella del cardinale Alessandro Farnese (poi Papa Paolo III). Il padre era probabilmente il suo amante, Papa Alessandro VI Borgia, sebbene questi non la riconobbe mai, né si curò di lei come fece per altri suoi figli, e la bambina venne invece dichiarata figlia del marito legittimo di Giulia, Orsino Orsini, che ne accettò la paternità legale, dandole il suo cognome. Sebbene Giulia stessa dichiarò in seguito che Laura era figlia di Papa Alessandro VI, la veridicità della sua affermazione, che potrebbe essere stata fatta per elevare le prospettive matrimoniali di Laura, se Giulia stessa avesse o meno la certezza a proposito e in generale la questione della paternità di Laura restano attualmente dibattute. 
Il 2 aprile 1499 a Palazzo Farnese fu promessa in sposa a Federico Farnese, figlio di Raimondo Farnese e nipote di Pier Paolo Farnese.
La promessa fu successivamente annullata, e il 16 novembre 1505 sposò Nicola Franciotti Della Rovere, con una dote di 30.000 ducati. Il marito era nipote di Papa Giulio II, che volle il matrimonio "per preparare la riconciliazione con gli Orsini". Ebbero due figli: Giulio (morto attorno al 1550) e Lavinia (ca. 1521 - 26 luglio 1601), che sposerà Paolo Orsini di Mentana.
Dal padre legale Orsino ereditò il feudo di Carbognano, che poi fu trasmesso prima al figlio Giulio e poi, alla sua morte senza discendenza, alla figlia Lavinia. Morì a Roma nel 1530, all'età di circa trentotto anni.